# Atriplex kochiana
Atriplex kochiana là loài thực vật có hoa thuộc họ Dền. Loài này được Maiden mô tả khoa học đầu tiên năm 1897.